# S-ethyldipropylthiocarbamaat
S-ethyldipropylthiocarbamaat of EPTC is een organische verbinding met als brutoformule C9H19NOS. De stof komt voor als een kleurloze vloeistof met een kenmerkende geur, die onoplosbaar is in water.

## Toepassingen
EPTC wordt gebruikt als herbicide. Handelsnamen van de stof zijn Alirox, Eptam, Eradicane, Genep, Niptan en Witox.

## Toxicologie en veiligheid
De stof ontleedt bij verhitting of bij verbranding, met vorming van giftige dampen, waaronder stikstofoxiden en zwaveloxiden.
De stof kan effecten hebben op het centraal zenuwstelsel. Inademing van de dampen of de aerosol kan duizeligheid, hoofdpijn en misselijkheid veroorzaken.